# کشتارگاه زنجان
کشتارگاه زنجان مربوط به اواخر دوره قاجار - دوره پهلوی اول است و در زنجان، خیابان کمربندی خیا، محله قدیمی (توپ آقاجی) واقع شده و این اثر در تاریخ ۲ بهمن ۱۳۷۸ با شمارهٔ ثبت ۲۵۹۲ به‌عنوان یکی از آثار ملی ایران به ثبت رسیده است.